# Liste der Mitglieder des Landtags von Baden-Württemberg (16. Wahlperiode)
Diese Liste gibt einen Überblick über die Mitglieder des 16. baden-württembergischen Landtags (2016–2021) mit Fraktionszugehörigkeit, Wahlkreis (insgesamt 70), Art des Mandates und Stimmenanteil. Der 16. Landtag wurde am 13. März 2016 gewählt und fand sich am 11. Mai 2016 zur 1. Plenarsitzung zusammen. Es gab keine Listenwahl, nur eine Stimme für den Wahlkreis-Kandidaten und dessen Partei gleichzeitig. In manchen Wahlkreisen wurde nur das Erstmandat vergeben, in anderen auch ein bis drei Zweitmandate.

## Zusammensetzung des Landtags
Nach der Landtagswahl 2016 setzte sich der Landtag zunächst wie folgt zusammen:
| Fraktion              | Sitze | Erstmandate | Zweitmandate |
| --------------------- | ----- | ----------- | ------------ |
| Bündnis 90/Die Grünen | 047   | 046         | 01           |
| CDU                   | 042   | 022         | 020          |
| AfD                   | 023   | 02          | 021          |
| SPD                   | 019   | 0           | 019          |
| FDP/DVP               | 012   | 0           | 012          |
| Gesamt                | 143   | 070         | 073          |

Nach dem Austritt von 14 der bisher 23 Mitglieder der AfD-Fraktion am 5. und 6. Juli 2016 und dem vorherigen Austritt Wolfgang Gedeons aus der AfD-Fraktion ergab sich, nachdem ein vom Landtagspräsidium in Auftrag gegebenes Rechtsgutachten die Bildung einer zweiten, aus 14 Mitgliedern der AfD bestehenden Fraktion („Alternative für Baden-Württemberg“, kurz ABW), für zulässig erklärt hatte, folgende Sitzverteilung, wobei die Reihenfolge der Fraktionen dadurch wechselte und die SPD temporär zur größten Oppositionsfraktion wurde:
| Fraktion              | Sitze | Erstmandate | Zweitmandate |
| --------------------- | ----- | ----------- | ------------ |
| Bündnis 90/Die Grünen | 047   | 046         | 01           |
| CDU                   | 042   | 022         | 020          |
| SPD                   | 019   | 0           | 019          |
| ABW                   | 014   | 0           | 014          |
| FDP/DVP               | 012   | 0           | 012          |
| AfD                   | 08    | 02          | 06           |
| fraktionslos          | 01    | 0           | 01           |
| Gesamt                | 143   | 070         | 073          |

Am 11. Oktober 2016 schlossen sich die beiden aus Mitgliedern der AfD bestehenden Fraktionen ohne den Abgeordneten Wolfgang Gedeon wieder zusammen. Damit bestand folgende Sitzverteilung:
| Fraktion              | Sitze | Erstmandate | Zweitmandate |
| --------------------- | ----- | ----------- | ------------ |
| Bündnis 90/Die Grünen | 047   | 046         | 01           |
| CDU                   | 042   | 022         | 020          |
| AfD                   | 022   | 02          | 020          |
| SPD                   | 019   | 0           | 019          |
| FDP/DVP               | 012   | 0           | 012          |
| fraktionslos          | 01    | 0           | 01           |
| Gesamt                | 143   | 070         | 073          |

Nach dem Austritt der Abgeordneten Claudia Martin aus der AfD am 16. Dezember 2016, dem Austritt von Heinrich Fiechtner am 24. November 2017 und der Aufnahme von Claudia Martin in die CDU-Fraktion Ende November 2017 bestand folgende Sitzverteilung:
| Fraktion              | Sitze | Erstmandate | Zweitmandate |
| --------------------- | ----- | ----------- | ------------ |
| Bündnis 90/Die Grünen | 047   | 046         | 01           |
| CDU                   | 043   | 022         | 021          |
| AfD                   | 020   | 02          | 018          |
| SPD                   | 019   | 0           | 019          |
| FDP/DVP               | 012   | 0           | 012          |
| fraktionslos          | 02    | 0           | 02           |
| Gesamt                | 143   | 070         | 073          |

Zwischenzeitlich nahm die AfD nach dem Ausscheiden des AfD-Abgeordneten Lars Patrick Berg im Juli 2019 seine Nachrückerin Doris Senger nicht in die Fraktion auf, da eine Sperrminorität von Fraktionsmitgliedern im Gegenzug zunächst die Wiederaufnahme von Wolfgang Gedeon forderte. Damit ergab sich eine Sitzverteilung, in der die AfD, mit 19 Mitgliedern in der Fraktionsgröße gleichauf mit der SPD, noch den Vorrang als erste Oppositionskraft behielt. Nach der schließlich mit juristischen Androhungen erreichten Aufnahme Sengers am 26. September 2019 war die bisherige Fraktionsstärke zunächst wieder erreicht, bevor die Abgeordneten Stefan Herre und Harald Pfeiffer am 29. November 2019 aus der AfD-Fraktion austraten und die AfD damit hinter die SPD zurückfiel:
| Fraktion              | Sitze | Erstmandate | Zweitmandate |
| --------------------- | ----- | ----------- | ------------ |
| Bündnis 90/Die Grünen | 047   | 046         | 01           |
| CDU                   | 043   | 022         | 021          |
| SPD                   | 019   | 0           | 019          |
| AfD                   | 018   | 02          | 016          |
| FDP/DVP               | 012   | 0           | 012          |
| fraktionslos          | 04    | 0           | 04           |
| Gesamt                | 143   | 070         | 073          |

Nach den Austritten von Heiner Merz am 30. Juli 2020, Doris Senger am 30. Oktober 2020 und dem Ausschluss von Stefan Räpple aus der AfD-Fraktion am 11. November 2020 bestand folgende Sitzverteilung bis zum Ende der Legislaturperiode am 30. April 2021:
| Fraktion              | Sitze | Erstmandate | Zweitmandate |
| --------------------- | ----- | ----------- | ------------ |
| Bündnis 90/Die Grünen | 047   | 046         | 01           |
| CDU                   | 043   | 022         | 021          |
| SPD                   | 019   | 0           | 019          |
| AfD                   | 015   | 02          | 013          |
| FDP/DVP               | 012   | 0           | 012          |
| fraktionslos          | 07    | 0           | 07           |
| Gesamt                | 143   | 070         | 073          |

## Abgeordnete
| Foto | Name                     | Lebens- daten | Fraktion     | Wahlkreis                    | Mandat                      | Anteil | Anmerkung |
| ---- | ------------------------ | ------------- | ------------ | ---------------------------- | --------------------------- | ------ | --- |
|      | Muhterem Aras            | 1966          | GRÜNE        | 01 Stuttgart I               | Erstmandat                  | 42,4 % | Landtagspräsidentin |
|      | Rainer Balzer            | 1959          | AfD          | 29 Bruchsal                  | Zweitmandat                 | 19,7 % | 6. Juli bis 11. Oktober 2016 Mitglied der Fraktion ABW |
|      | Anton Baron              | 1987          | AfD          | 21 Hohenlohe                 | Zweitmandat                 | 17,1 % | 5. Juli bis 11. Oktober 2016 Mitglied der Fraktion ABW |
|      | Theresia Bauer           | 1965          | GRÜNE        | 34 Heidelberg                | Erstmandat                  | 41,0 % | |
|      | Christina Baum           | 1956          | AfD          | 23 Main-Tauber               | Zweitmandat                 | 17,2 % | |
|      | Susanne Bay              | 1965          | GRÜNE        | 18 Heilbronn                 | Erstmandat                  | 27,1 % | |
|      | Norbert Beck             | 1954          | CDU          | 45 Freudenstadt              | Erstmandat                  | 30,3 % | |
|      | Alexander Becker         | 1972          | CDU          | 32 Rastatt                   | Zweitmandat                 | 26,4 % | nachgerückt am 1. April 2019 für Sylvia Felder |
|      | Hans-Peter Behrens       | 1961          | GRÜNE        | 33 Baden-Baden               | Nachrücker im Erstmandat    | 32,7 % | nachgerückt am 1. November 2019 für Beate Böhlen |
|      | Sascha Binder            | 1983          | SPD          | 11 Geislingen                | Zweitmandat                 | 15,3 % | |
|      | Thomas Blenke            | 1960          | CDU          | 43 Calw                      | Erstmandat                  | 31,5 % | |
|      | Andrea Bogner-Unden      | 1955          | GRÜNE        | 70 Sigmaringen               | Erstmandat                  | 33,7 % | |
|      | Daniel Born              | 1975          | SPD          | 40 Schwetzingen              | Zweitmandat                 | 15,4 % | |
|      | Sandra Boser             | 1976          | GRÜNE        | 50 Lahr                      | Erstmandat                  | 30,7 % | |
|      | Stephen Brauer           | 1970          | FDP/DVP      | 22 Schwäbisch Hall           | Nachrücker im Zweitmandat   | 11,3 % | nachgerückt am 1. August 2018 für Friedrich Bullinger |
|      | Martina Braun            | 1960          | GRÜNE        | 54 Villingen-Schwenningen    | Erstmandat                  | 31,6 % | |
|      | Klaus Burger             | 1958          | CDU          | 70 Sigmaringen               | Zweitmandat                 | 32,3 % | |
|      | Andreas Deuschle         | 1978          | CDU          | 07 Esslingen                 | Zweitmandat                 | 26,0 % | |
|      | Thomas Dörflinger        | 1969          | CDU          | 66 Biberach                  | Erstmandat                  | 35,9 % | |
|      | Konrad Epple             | 1963          | CDU          | 13 Vaihingen                 | Zweitmandat                 | 27,0 % | |
|      | Nese Erikli              | 1981          | GRÜNE        | 56 Konstanz                  | Erstmandat                  | 39,6 % | |
|      | Arnulf Freiherr von Eyb  | 1955          | CDU          | 21 Hohenlohe                 | Erstmandat                  | 28,1 % | |
|      | Heinrich Fiechtner       | 1960          | fraktionslos | 10 Göppingen                 | Zweitmandat                 | 17,4 % | 5. Juli bis 11. Oktober 2016 Mitglied der Fraktion ABW Am 24. November 2017 Austritt aus der AfD-Fraktion und der Partei                                                                                  |
|      | Jürgen Filius            | 1960          | GRÜNE        | 64 Ulm                       | Erstmandat                  | 33,0 % | |
|      | Nicolas Fink             | 1976          | SPD          | 07 Esslingen                 | Nachrücker im Zweitmandat   | 16,4 % | nachgerückt am 1. Januar 2019 für Wolfgang Drexler |
|      | Rudi Fischer             | 1954          | FDP/DVP      | 61 Hechingen-Münsingen       | Zweitmandat                 | 11,4 % | nachgerückt am 11. Juli 2019 für Andreas Glück |
|      | Josha Frey               | 1959          | GRÜNE        | 58 Lörrach                   | Erstmandat                  | 31,7 % | |
|      | Stefan Fulst-Blei        | 1968          | SPD          | 35 Mannheim I                | Zweitmandat                 | 22,2 % | |
|      | Reinhold Gall            | 1956          | SPD          | 20 Neckarsulm                | Zweitmandat                 | 17,6 % | |
|      | Wolfgang Gedeon          | 1947          | fraktionslos | 57 Singen                    | Zweitmandat                 | 15,7 % | am 5. Juli 2016 aus der AfD-Fraktion ausgetreten, im März 2020 Parteiausschluss |
|      | Marion Gentges           | 1971          | CDU          | 50 Lahr                      | Zweitmandat                 | 28,0 % | |
|      | Bernd Gögel              | 1955          | AfD          | 44 Enz                       | Zweitmandat                 | 19,2 % | |
|      | Ulrich Goll              | 1950          | FDP/DVP      | 15 Waiblingen                | Zweitmandat                 | 11,4 % | |
|      | Fabian Gramling          | 1987          | CDU          | 14 Bietigheim-Bissingen      | Zweitmandat                 | 25,7 % | |
|      | Martin Grath             | 1960          | GRÜNE        | 24 Heidenheim                | Erstmandat                  | 26,1 % | |
|      | Bernd Grimmer            | 1950–2021     | AfD          | 42 Pforzheim                 | Erstmandat                  | 24,2 % | |
|      | Gernot Gruber            | 1963          | SPD          | 17 Backnang                  | Zweitmandat                 | 15,7 % | |
|      | Friedlinde Gurr-Hirsch   | 1954          | CDU          | 19 Eppingen                  | Erstmandat                  | 26,6 % | |
|      | Petra Häffner            | 1964          | GRÜNE        | 16 Schorndorf                | Erstmandat                  | 27,1 % | |
|      | Manuel Hagel             | 1988          | CDU          | 65 Ehingen                   | Erstmandat                  | 36,3 % | |
|      | Martin Hahn              | 1963          | GRÜNE        | 67 Bodensee                  | Erstmandat                  | 35,7 % | |
|      | Willi Halder             | 1958          | GRÜNE        | 15 Waiblingen                | Erstmandat                  | 27,8 % | |
|      | Sabine Hartmann-Müller   | 1962          | CDU          | 59 Waldshut                  | Nachrücker im Erstmandat    | 30,8 % | nachgerückt am 25. Oktober 2017 für Felix Schreiner |
|      | Raimund Haser            | 1975          | CDU          | 68 Wangen                    | Erstmandat                  | 35,1 % | |
|      | Peter Hauk               | 1960          | CDU          | 38 Neckar-Odenwald           | Erstmandat                  | 34,2 % | |
|      | Jochen Haußmann          | 1966          | FDP/DVP      | 16 Schorndorf                | Zweitmandat                 | 12,6 % | |
|      | Thomas Hentschel         | 1964          | GRÜNE        | 32 Rastatt                   | Nachrücker im Erstmandat    | 26,4 % | nachgerückt am 5. August 2016 für Kirsten Lehnig |
|      | Winfried Hermann         | 1952          | GRÜNE        | 02 Stuttgart II              | Erstmandat                  | 37,2 % | |
|      | Stefan Herre             | 1992          | fraktionslos | 63 Balingen                  | Zweitmandat                 | 18,1 % | 5. Juli bis 11. Oktober 2016 Mitglied der Fraktion ABW Am 29. November 2019 Austritt aus der AfD-Fraktion und der Partei                                                                                  |
|      | Rainer Hinderer          | 1962          | SPD          | 18 Heilbronn                 | Zweitmandat                 | 15,0 % | |
|      | Ulli Hockenberger        | 1956          | CDU          | 29 Bruchsal                  | Erstmandat                  | 30,0 % | |
|      | Peter Hofelich           | 1952          | SPD          | 10 Göppingen                 | Zweitmandat                 | 14,8 % | |
|      | Nicole Hoffmeister-Kraut | 1972          | CDU          | 63 Balingen                  | Erstmandat                  | 29,4 % | |
|      | Klaus Hoher              | 1968          | FDP/DVP      | 67 Bodensee                  | Zweitmandat                 | 09,1 % | |
|      | Isabell Huber            | 1987          | CDU          | 20 Neckarsulm                | Nachrückerin im Erstmandat  | 25,8 % | nachgerückt am 22. Januar 2019 für Bernhard Lasotta |
|      | Daniel Karrais           | 1990          | FDP/DVP      | 53 Rottweil                  | Nachrücker im Zweitmandat   | 08,5 % | nachgerückt am 13. November 2018 für Gerhard Aden |
|      | Hermann Katzenstein      | 1969          | GRÜNE        | 41 Sinsheim                  | Erstmandat                  | 26,8 % | |
|      | Jürgen Keck              | 1961          | FDP/DVP      | 56 Konstanz                  | Zweitmandat                 | 09,1 % | |
|      | Andreas Kenner           | 1956          | SPD          | 08 Kirchheim                 | Zweitmandat                 | 14,1 % | |
|      | Manfred Kern             | 1958          | GRÜNE        | 40 Schwetzingen              | Erstmandat                  | 26,6 % | |
|      | Timm Kern                | 1972          | FDP/DVP      | 45 Freudenstadt              | Zweitmandat                 | 13,5 % | |
|      | Karl Klein               | 1956          | CDU          | 37 Wiesloch                  | Erstmandat                  | 28,4 % | |
|      | Gerhard Kleinböck        | 1952          | SPD          | 39 Weinheim                  | Zweitmandat                 | 15,3 % | |
|      | Wilfried Klenk           | 1959          | CDU          | 17 Backnang                  | Erstmandat                  | 27,7 % | Vizepräsident (bis April 2018) |
|      | Rüdiger Klos             | 1960          | AfD          | 35 Mannheim I                | Erstmandat                  | 23,0 % | |
|      | Joachim Kößler           | 1950          | CDU          | 30 Bretten                   | Zweitmandat                 | 27,2 % | |
|      | Petra Krebs              | 1969          | GRÜNE        | 68 Wangen                    | Zweitmandat                 | 30,3 % | |
|      | Winfried Kretschmann     | 1948          | GRÜNE        | 09 Nürtingen                 | Erstmandat                  | 34,9 % | |
|      | Sabine Kurtz             | 1961          | CDU          | 06 Leonberg                  | Zweitmandat                 | 27,5 % | Vizepräsidentin (seit 25. April 2018) |
|      | Daniel Lede Abal         | 1976          | GRÜNE        | 62 Tübingen                  | Erstmandat                  | 37,7 % | |
|      | Ute Leidig               | 1963          | GRÜNE        | 27 Karlsruhe I               | Nachrückerin im Erstmandat  | 36,2 % | nachgerückt am 1. Februar 2019 für Bettina Lisbach |
|      | Andrea Lindlohr          | 1975          | GRÜNE        | 07 Esslingen                 | Erstmandat                  | 32,3 % | |
|      | Christine Lipp-Wahl      | 1963          | GRÜNE        | 10 Göppingen                 | Nachrückerin im Erstmandat  | 29,1 % | nachgerückt am 1. Januar 2021 für Alexander Maier |
|      | Siegfried Lorek          | 1977          | CDU          | 15 Waiblingen                | Zweitmandat                 | 26,2 % | |
|      | Brigitte Lösch           | 1962          | GRÜNE        | 04 Stuttgart IV              | Erstmandat                  | 34,4 % | |
|      | Manfred Lucha            | 1961          | GRÜNE        | 69 Ravensburg                | Erstmandat                  | 33,0 % | |
|      | Winfried Mack            | 1965          | CDU          | 26 Aalen                     | Erstmandat                  | 35,4 % | |
|      | Claudia Martin           | 1970          | CDU          | 37 Wiesloch                  | Zweitmandat                 | 18,6 % | 5. Juli bis 11. Oktober 2016 Mitglied der Fraktion ABW, am 16. Dezember 2016 aus der AfD ausgetreten; am 11. November 2017 Eintritt in die CDU, am 28. November 2017 Aufnahme in die CDU-Landtagsfraktion |
|      | Thomas Marwein           | 1958          | GRÜNE        | 51 Offenburg                 | Erstmandat                  | 33,7 % | |
|      | Heiner Merz              | 1963          | fraktionslos | 24 Heidenheim                | Zweitmandat                 | 17,2 % | am 30. Juli 2020 Austritt aus der AfD-Fraktion und der Partei |
|      | Bärbl Mielich            | 1952          | GRÜNE        | 48 Breisgau                  | Erstmandat                  | 35,1 % | |
|      | Bernd Murschel           | 1956          | GRÜNE        | 06 Leonberg                  | Erstmandat                  | 31,9 % | |
|      | Georg Nelius             | 1949          | SPD          | 38 Neckar-Odenwald           | Zweitmandat                 | 15,2 % | |
|      | Paul Nemeth              | 1965          | CDU          | 05 Böblingen                 | Zweitmandat                 | 27,6 % | |
|      | Christine Neumann        | 1986          | CDU          | 31 Ettlingen                 | Zweitmandat                 | 28,8 % | |
|      | Jutta Niemann            | 1970          | GRÜNE        | 22 Schwäbisch Hall           | Erstmandat                  | 27,5 % | |
|      | Claus Paal               | 1967          | CDU          | 16 Schorndorf                | Zweitmandat                 | 25,8 % | |
|      | Thomas Axel Palka        | 1954          | AfD          | 19 Eppingen                  | Zweitmandat                 | 18,3 % | 5. Juli bis 11. Oktober 2016 Mitglied der Fraktion ABW |
|      | Harald Pfeiffer          | 1972          | fraktionslos | 05 Böblingen                 | Nachrücker im Zweitmandat   | 16,5 % | nachgerückt am 2. Februar 2018 für Markus Widenmeyer Am 29. November 2019 Austritt aus der AfD-Fraktion und der Partei                                                                                    |
|      | Julia Philippi           | 1962          | CDU          | 39 Weinheim                  | Nachrückerin im Zweitmandat | 25,8 % | nachgerückt am 1. Januar 2018 für Georg Wacker |
|      | Reinhold Pix             | 1955          | GRÜNE        | 46 Freiburg I                | Erstmandat                  | 39,0 % | |
|      | Rainer Podeswa           | 1957          | AfD          | 18 Heilbronn                 | Zweitmandat                 | 18,2 % | 5. Juli bis 11. Oktober 2016 Mitglied der Fraktion ABW |
|      | Thomas Poreski           | 1963          | GRÜNE        | 60 Reutlingen                | Erstmandat                  | 31,2 % | |
|      | Patrick Rapp             | 1969          | CDU          | 48 Breisgau                  | Zweitmandat                 | 27,8 % | |
|      | Stefan Räpple            | 1981          | fraktionslos | 52 Kehl                      | Zweitmandat                 | 15,0 % | Am 28. September 2020 aus der Fraktion ausgeschlossen, am 29. September 2020 aus der Partei ausgetreten                                                                                                   |
|      | Nicole Razavi            | 1965          | CDU          | 11 Geislingen                | Erstmandat                  | 28,2 % | |
|      | Gabriele Reich-Gutjahr   | 1957          | FDP/DVP      | 02 Stuttgart II              | Zweitmandat                 | 10,7 % | |
|      | Wolfgang Reinhart        | 1956          | CDU          | 23 Main-Tauber               | Erstmandat                  | 35,4 % | |
|      | Daniel Renkonen          | 1970          | GRÜNE        | 14 Bietigheim-Bissingen      | Erstmandat                  | 32,1 % | |
|      | Martin Rivoir            | 1960          | SPD          | 64 Ulm                       | Zweitmandat                 | 14,7 % | |
|      | Karl-Wilhelm Röhm        | 1951          | CDU          | 61 Hechingen-Münsingen       | Erstmandat                  | 28,5 % | |
|      | Gabi Rolland             | 1963          | SPD          | 47 Freiburg II               | Zweitmandat                 | 13,8 % | |
|      | Karl Rombach             | 1951          | CDU          | 54 Villingen-Schwenningen    | Zweitmandat                 | 29,0 % | |
|      | Markus Rösler            | 1961          | GRÜNE        | 13 Vaihingen                 | Erstmandat                  | 33,1 % | |
|      | Daniel Rottmann          | 1969          | AfD          | 65 Ehingen                   | Zweitmandat                 | 15,9 % | 5. Juli bis 11. Oktober 2016 Mitglied der Fraktion ABW |
|      | Hans-Ulrich Rülke        | 1961          | FDP/DVP      | 42 Pforzheim                 | Zweitmandat                 | 10,6 % | |
|      | Barbara Saebel           | 1959          | GRÜNE        | 31 Ettlingen                 | Erstmandat                  | 29,5 % | |
|      | Alexander Salomon        | 1986          | GRÜNE        | 28 Karlsruhe II              | Erstmandat                  | 35,1 % | |
|      | Emil Sänze               | 1950          | AfD          | 53 Rottweil                  | Zweitmandat                 | 16,4 % | |
|      | Volker Schebesta         | 1971          | CDU          | 51 Offenburg                 | Zweitmandat                 | 28,4 % | |
|      | Stefan Scheffold         | 1959          | CDU          | 25 Schwäbisch Gmünd          | Erstmandat                  | 31,4 % | |
|      | Alexander Schoch         | 1954          | GRÜNE        | 49 Emmendingen               | Erstmandat                  | 35,5 % | |
|      | August Schuler           | 1957          | CDU          | 69 Ravensburg                | Zweitmandat                 | 31,0 % | |
|      | Albrecht Schütte         | 1970          | CDU          | 41 Sinsheim                  | Zweitmandat                 | 26,6 % | |
|      | Andrea Schwarz           | 1957          | GRÜNE        | 30 Bretten                   | Erstmandat                  | 27,5 % | |
|      | Andreas Schwarz          | 1979          | GRÜNE        | 08 Kirchheim                 | Erstmandat                  | 30,5 % | |
|      | Erik Schweickert         | 1972          | FDP/DVP      | 44 Enz                       | Zweitmandat                 | 10,4 % | |
|      | Uli Sckerl               | 1951–2022     | GRÜNE        | 39 Weinheim                  | Erstmandat                  | 29,2 % | |
|      | Stefanie Seemann         | 1959          | GRÜNE        | 44 Enz                       | Erstmandat                  | 26,9 % | |
|      | Ramazan Selçuk           | 1963          | SPD          | 60 Reutlingen                | Nachrücker im Zweitmandat   | 14,2 % | nachgerückt am 10. Oktober 2017 für Nils Schmid |
|      | Doris Senger             | 1959          | fraktionslos | 55 Tuttlingen-Donaueschingen | Nachrückerin im Zweitmandat | 15,9 % | nachgerückt am 11. Juli 2019 für Lars Patrick Berg; wurde erst am 26. September 2019 in die AfD-Fraktion aufgenommen am 30. Oktober 2020 Austritt aus der AfD-Fraktion                                    |
|      | Edith Sitzmann           | 1963          | GRÜNE        | 47 Freiburg II               | Erstmandat                  | 40,5 % | |
|      | Willi Stächele           | 1951          | CDU          | 52 Kehl                      | Erstmandat                  | 30,8 % | |
|      | Hans Peter Stauch        | 1952          | AfD          | 61 Hechingen-Münsingen       | Zweitmandat                 | 16,1 % | |
|      | Udo Stein                | 1983          | AfD          | 22 Schwäbisch Hall           | Zweitmandat                 | 17,8 % | 5. Juli bis 11. Oktober 2016 Mitglied der Fraktion ABW |
|      | Rainer Stickelberger     | 1951          | SPD          | 58 Lörrach                   | Zweitmandat                 | 16,7 % | |
|      | Andreas Stoch            | 1969          | SPD          | 24 Heidenheim                | Zweitmandat                 | 19,4 % | |
|      | Stefan Teufel            | 1972          | CDU          | 53 Rottweil                  | Erstmandat                  | 33,0 % | |
|      | Franz Untersteller       | 1957          | GRÜNE        | 03 Stuttgart III             | Erstmandat                  | 30,7 % | |
|      | Klaus-Günther Voigtmann  | 1945          | AfD          | 40 Schwetzingen              | Zweitmandat                 | 19,1 % | 5. Juli bis 11. Oktober 2016 Mitglied der Fraktion ABW |
|      | Tobias Wald              | 1973          | CDU          | 33 Baden-Baden               | Zweitmandat                 | 29,3 % | |
|      | Thekla Walker            | 1969          | GRÜNE        | 05 Böblingen                 | Erstmandat                  | 27,7 % | |
|      | Jürgen Walter            | 1957          | GRÜNE        | 12 Ludwigsburg               | Erstmandat                  | 33,5 % | |
|      | Uwe Wanke                | 1962          | AfD          | 38 Neckar-Odenwald           | Nachrücker im Zweitmandat   | 18,0 % | nachgerückt am 2. Juli 2020 für Klaus Dürr |
|      | Jonas Weber              | 1982          | SPD          | 32 Rastatt                   | Nachrücker im Zweitmandat   | 17,6 % | nachgerückt am 1. September 2018 für Ernst Kopp |
|      | Dorothea Wehinger        | 1953          | GRÜNE        | 57 Singen                    | Erstmandat                  | 28,8 % | |
|      | Nico Weinmann            | 1972          | FDP/DVP      | 18 Heilbronn                 | Zweitmandat                 | 10,2 % | |
|      | Boris Weirauch           | 1977          | SPD          | 36 Mannheim II               | Zweitmandat                 | 16,8 % | |
|      | Guido Wolf               | 1961          | CDU          | 55 Tuttlingen-Donaueschingen | Erstmandat                  | 33,7 % | |
|      | Sabine Wölfle            | 1959          | SPD          | 49 Emmendingen               | Zweitmandat                 | 13,4 % | |
|      | Carola Wolle             | 1963          | AfD          | 20 Neckarsulm                | Zweitmandat                 | 18,7 % | 5. Juli bis 11. Oktober 2016 Mitglied der Fraktion ABW |
|      | Elke Zimmer              | 1966          | GRÜNE        | 36 Mannheim II               | Nachrückerin im Erstmandat  | 31,4 % | nachgerückt am 12. Dezember 2016 für Wolfgang Raufelder |
|      | Karl Zimmermann          | 1951          | CDU          | 08 Kirchheim                 | Zweitmandat                 | 26,5 % | |

## Ausgeschiedene Abgeordnete
| Foto | Name                | Lebens- daten | Fraktion | Wahlkreis                    | Mandat                    | Anteil | Anmerkung |
| ---- | ------------------- | ------------- | -------- | ---------------------------- | ------------------------- | ------ | --- |
|      | Gerhard Aden        | 1947          | FDP/DVP  | 53 Rottweil                  | Zweitmandat               | 08,5 % | am 12. November 2018 ausgeschieden, Nachfolger: Daniel Karrais                                                                  |
|      | Lars Patrick Berg   | 1966          | AfD      | 55 Tuttlingen-Donaueschingen | Zweitmandat               | 15,9 % | 5. Juli bis 11. Oktober 2016 Mitglied der Fraktion ABW, ausgeschieden am 10. Juli 2019, Nachfolgerin: Doris Senger              |
|      | Beate Böhlen        | 1966          | GRÜNE    | 33 Baden-Baden               | Erstmandat                | 32,7 % | ausgeschieden am 31. Oktober 2019 nach Wahl zur Bürgerbeauftragten des Landes Baden-Württemberg, Nachfolger: Hans-Peter Behrens |
|      | Friedrich Bullinger | 1953          | FDP/DVP  | 22 Schwäbisch Hall           | Zweitmandat               | 11,3 % | am 31. Juli 2018 ausgeschieden, Nachfolger: Stephen Brauer                                                                      |
|      | Wolfgang Drexler    | 1946          | SPD      | 07 Esslingen                 | Zweitmandat               | 16,4 % | am 31. Dezember 2018 ausgeschieden, Nachfolger: Nicolas Fink                                                                    |
|      | Klaus Dürr          | 1958–2020     | AfD      | 43 Calw                      | Nachrücker im Zweitmandat | 19,1 % | nachgerückt am 1. Januar 2017 für Heinrich Kuhn; † 21. Juni 2020, Nachfolger: Uwe Wanke                                         |
|      | Sylvia Felder       | 1967          | CDU      | 32 Rastatt                   | Zweitmandat               | 26,4 % | am 31. März 2019 ausgeschieden, Nachfolger: Alexander Becker                                                                    |
|      | Andreas Glück       | 1975          | FDP/DVP  | 61 Hechingen-Münsingen       | Zweitmandat               | 11,4 % | ausgeschieden am 10. Juli 2019, Nachfolger: Rudi Fischer                                                                        |
|      | Ernst Kopp          | 1954          | SPD      | 32 Rastatt                   | Zweitmandat               | 17,6 % | ausgeschieden am 31. August 2018, Nachfolger: Jonas Weber                                                                       |
|      | Heinrich Kuhn       | 1940          | AfD      | 43 Calw                      | Zweitmandat               | 19,1 % | 5. Juli bis 11. Oktober 2016 Mitglied der Fraktion ABW, ausgeschieden am 31. Dezember 2016, Nachfolger: Klaus Dürr              |
|      | Bernhard Lasotta    | 1969–2019     | CDU      | 20 Neckarsulm                | Erstmandat                | 25,8 % | † 11. Januar 2019, Nachfolgerin: Isabell Huber                                                                                  |
|      | Kirsten Lehnig      | 1975          | GRÜNE    | 32 Rastatt                   | Erstmandat                | 26,4 % | ausgeschieden am 4. August 2016, Nachfolger: Thomas Hentschel                                                                   |
|      | Bettina Lisbach     | 1964          | GRÜNE    | 27 Karlsruhe I               | Erstmandat                | 36,2 % | ausgeschieden am 31. Januar 2019, Nachfolgerin: Ute Leidig                                                                      |
|      | Alexander Maier     | 1991          | GRÜNE    | 10 Göppingen                 | Erstmandat                | 29,1 % | ausgeschieden am 31. Dezember 2020, Nachfolgerin: Christine Lipp-Wahl                                                           |
|      | Jörg Meuthen        | 1961          | AfD      | 17 Backnang                  | Zweitmandat               | 19,7 % | 5. Juli bis 11. Oktober 2016 Mitglied der Fraktion ABW, ausgeschieden am 31. Dezember 2017, Nachfolger: Markus Widenmeyer       |
|      | Wolfgang Raufelder  | 1957–2016     | GRÜNE    | 36 Mannheim II               | Erstmandat                | 31,4 % | † 28. November 2016, Nachfolgerin: Elke Zimmer                                                                                  |
|      | Nils Schmid         | 1973          | SPD      | 60 Reutlingen                | Zweitmandat               | 14,2 % | ausgeschieden am 9. Oktober 2017, Nachfolger: Ramazan Selçuk                                                                    |
|      | Felix Schreiner     | 1986          | CDU      | 59 Waldshut                  | Erstmandat                | 30,8 % | ausgeschieden am 24. Oktober 2017, Nachfolgerin: Sabine Hartmann-Müller                                                         |
|      | Georg Wacker        | 1962          | CDU      | 39 Weinheim                  | Zweitmandat               | 25,8 % | ausgeschieden am 31. Dezember 2017, Nachfolgerin: Julia Philippi                                                                |
|      | Markus Widenmeyer   | 1973          | AfD      | 05 Böblingen                 | Nachrücker im Zweitmandat | 16,5 % | nachgerückt am 1. Januar 2018 für Jörg Meuthen; ausgeschieden am 23. Januar 2018, Nachfolger: Harald Pfeiffer                   |